# آلموث شولت
آلموث شولت (بالألمانية: Almuth Schult)‏ (المولودة 9 فبراير 1991) لاعب كرة قدم ألمانية تلعب حاليًا مع نادي فولفسبورغ الألماني و‌المنتخب الألماني كحارسة مرمى.

## المسيرة الدولية
لعبت شولت أول مباراة لها مع المنتخب الألماني يو 15 فبراير 2012 ضد تركيا.

## الروابط الخارجية
- آلموث شولت على موقع الاتحاد الدولي (مؤرشف)  (الإنجليزية)
- آلموث شولت على موقع الاتحاد الأوربي (الإنجليزية)
- آلموث شولت على موقع قاعدة بيانات كرة القدم.إي يو (الإنجليزية)
- آلموث شولت على موقع بيانات كرة القدم. دي إي (الألمانية)
- آلموث شولت على موقع Soccerway.com (الإنجليزية)
- آلموث شولت على موقع عالم كرة القدم.نت (الإنجليزية)
- آلموث شولت على موقع كووورة
- آلموث شولت على موقع اللجنة الأولمبية الدولية (الإنجليزية)
- آلموث شولت على موقع أوليمبيديا (الإنجليزية)
- آلموث شولت على موقع اللجنة الأولمبية الألمانية (الألمانية)